# Izvoarele
Izvoarele je vesnice v župě Mehedinți v Rumunsku. Je součástí obce Gruia.
Vesnice je vzdálená  237 km západně od Bukurešti, 36 km jižně od Drobeta-Turnu Severinu, asi 91 km západně od Craiovy.

## Populace
Podle údajů sčítání lidu v roce 2002 ve vesnici žilo 1 119 lidí. Všichni obyvatelé vesnice prohlásili rumunštinu za svůj mateřský jazyk.
Národní složení obyvatelstva vesnice:
| Národnost | Počet osob | Procento |
| --------- | ---------- | -------- |
| Rumuni    | 1026       | 91,7 %   |
| Cikáni    | 93         | 8,3 %    |